# Marc Biedenkapp
Marc Biedenkapp (Wangen im Allgäu, 1980) è un ex giocatore di football americano tedesco, che ha giocato come wide receiver.
Dopo aver giocato per le giovanili e la prima squadra dei Ravensburg Razorbacks si è trasferito nel 2001 agli Schwäbisch Hall Unicorns e nel 2006 ai Marburg Mercenaries. Nel 2008 passa quindi agli austriaci Graz Giants e l'anno successivo agli australiani Sydney University Lions.

## Palmarès
- 1 World Games (2005)
- 1 Austrian Bowl (Graz Giants, 2008)
- 2 Waratah Bowl (Sydney University Lions, 2009, 2010)